# إيرما يوهانسون
إيرما يوهانسون (بالسويدية: Irma Johansson)‏ هي متزحلقة سويدية، ولدت في 3 أبريل 1932 في Börjelsbyn ‏ في السويد.

## وصلات خارجية
- إيرما يوهانسون على موقع اللجنة الأولمبية الدولية (الإنجليزية)
- إيرما يوهانسون على موقع أوليمبيديا (الإنجليزية)
- إيرما يوهانسون على موقع اللجنة الأولمبية السويدية (السويدية)